# Xã Antelope Creek, Quận McKenzie, Bắc Dakota
Xã Antelope Creek (tiếng Anh: Antelope Creek Township) là một xã thuộc quận McKenzie, tiểu bang Bắc Dakota, Hoa Kỳ. Năm 2010, dân số của xã này là 15 người.